# Persone di nome Rose
| Questa pagina contiene informazioni ricavate automaticamente dalle voci biografiche con l'ausilio del template Bio e di un bot. L'aggiornamento è periodico e automatico e ricostruisce completamente la pagina. Se manca una persona in questa lista, sei pregato di non aggiungerla, ma accertati piuttosto che la sua voce biografica contenga il template Bio e che i dati anagrafici siano correttamente compilati. Se il template Bio manca, inseriscilo tu stesso o, in alternativa, metti l'avviso {{tmp\|Bio}} che ne segnala la mancanza. Se i dati riportati sono sbagliati, correggi direttamente la voce biografica; le modifiche saranno visibili in questa lista entro pochi giorni. Per chiarimenti vedi il progetto antroponimi. La lista contiene solo le 65 persone che sono citate nell'enciclopedia e per le quali è stato implementato correttamente il template Bio. Pagina aggiornata al 22 lug 2025. |

Questa è una lista di persone presenti nell'enciclopedia che hanno il nome Rose, suddivise per attività principale.

## Altiste(1)
- Rose Yeboah, altista ghanese (Accra, n. 2001)

## Artisti marziali misti(1)
- Rose Namajunas, artista marziale misto statunitense (Milwaukee, n. 1992)

## Attiviste(2)
- Rose Schneiderman, attivista statunitense (Sawin, n. 1882 - New York, † 1972)
- Rose Lamartine Yates, attivista inglese (Lambeth, n. 1875 - Londra, † 1954)

## Attrici(18)
- Rose Abdoo, attrice statunitense (Chicago, n. 1962)
- Rose Leslie, attrice scozzese (Aberdeen, n. 1987)
- Rose Ayling-Ellis, attrice britannica (Hythe, n. 1994)
- Joan Blondell, attrice statunitense (New York, n. 1906 - Santa Monica, † 1979)
- Tantoo Cardinal, attrice canadese (Fort McMurray, n. 1950)
- Rose Dione, attrice francese (Parigi, n. 1875 - Los Angeles, † 1936)
- Rose Hill, attrice e soprano britannica (Londra, n. 1914 - Londra, † 2003)
- Rose Hobart, attrice statunitense (New York, n. 1906 - Woodland Hills, † 2000)
- Diane Ladd, attrice statunitense (Meridian, n. 1935)
- Rose Lichtenstein, attrice tedesca (Landsberg an der Warthe, n. 1887 - Tel Aviv, † 1955)
- Rose Marie, attrice e doppiatrice statunitense (New York, n. 1923 - Van Nuys, † 2017)
- Rose Matafeo, attrice, comica e sceneggiatrice neozelandese (Auckland, n. 1992)
- Rose McGowan, attrice, cantante e attivista statunitense (Certaldo, n. 1973)
- Rose Parenti, attrice statunitense (Missouri, n. 1911 - Malibù, † 1996)
- Rose Reynolds, attrice e cantante britannica (Exeter, n. 1991)
- Rose Tapley, attrice statunitense (Salem, n. 1881 - Woodland Hills, † 1956)
- Joan Taylor, attrice statunitense (Geneva, n. 1929 - Santa Monica, † 2012)
- Rose Williams, attrice britannica (Ealing, n. 1994)

## Attrici teatrali(1)
- Rose Chéri, attrice teatrale francese (Étampes, n. 1824 - Passy, † 1861)

## Calciatrici(2)
- Rose Lavaud, calciatrice francese (Tulle, n. 1992)
- Rose Reilly, ex calciatrice scozzese (Kilmarnock, n. 1955)

## Cantanti(2)
- Rose Elinor Dougall, cantante, cantautrice e musicista britannica (Hampstead, n. 1986)
- Rose Stone, cantante e tastierista statunitense (Vallejo, n. 1945)

## Cantautrici(1)
- Rose Laurens, cantautrice francese (Parigi, n. 1951 - Parigi, † 2018)

## Cestiste(2)
- Rose Anderson, ex cestista britannica (Edimburgo, n. 1988)
- Rose Verzeletti, cestista australiana (Ingham - † 2024)

## Diplomatiche(1)
- Rose Likins, diplomatica statunitense (n. 1959)

## Economiste(1)
- Rose Friedman, economista statunitense (Staryi Chortoryisk - Davis, † 2009)

## Filantrope(1)
- Rose Kennedy, filantropa statunitense (Boston, n. 1890 - Hyannis Port, † 1995)

## First lady(1)
- Rose Cleveland, first lady statunitense (n. 1846 - Bagni di Lucca, † 1918)

## Fotografe(1)
- Rose Frank, fotografa neozelandese (Nelson, n. 1864 - Nelson, † 1954)

## Fumettiste(1)
- Rose O'Neill, fumettista, scrittrice e illustratrice statunitense (Wilkes-Barre, n. 1874 - Springfield, † 1944)

## Giornaliste(1)
- Rose Cohen, giornalista inglese (Londra, n. 1894 - Mosca, † 1937)

## Golfiste(1)
- Rose Gelbert, golfista francese (Parigi, n. 1874 - † 1956)

## Insegnanti(1)
- Rose Schlösinger, insegnante tedesca (Francoforte sul Meno, n. 1907 - Berlino, † 1943)

## Maratonete(1)
- Rose Chelimo, maratoneta e mezzofondista keniota (Nairobi, n. 1989)

## Martelliste(1)
- Rose Loga, martellista francese (Parigi, n. 2002)

## Mezzofondiste(1)
- Rose Lokonyen, mezzofondista sudsudanese (n. 1993)

## Modelle(3)
- Rose Coyle, modella statunitense (Hackettstown, n. 1914 - † 1988)
- Rose Dolores, modella e attrice inglese (Londra, n. 1893 - Parigi, † 1975)
- Rose Pettigrew, modella britannica (Portsmouth, n. 1872)

## Montatrici(1)
- Rose Smith, montatrice e attrice statunitense (New York, n. 1897 - Glendale, † 1962)

## Nobildonne(1)
- Rose Bowes-Lyon, contessa Granville, nobildonna scozzese (n. 1890 - † 1967)

## Patriote(1)
- Rosalia Montmasson, patriota italiana (Saint-Jorioz, n. 1823 - Roma, † 1904)

## Poetesse(1)
- Rose Ausländer, poetessa rumena (Černivci, n. 1901 - Düsseldorf, † 1988)

## Politiche(4)
- Rose McConnell Long, politica statunitense (Greensburg, n. 1892 - Boulder, † 1970)
- Rose Mofford, politica statunitense (Globe, n. 1922 - Phoenix, † 2016)
- Rose Christiane Raponda, politica gabonese (Libreville, n. 1963)
- Rose Francine Rogombé, politica gabonese (Lambaréné, n. 1942 - Parigi, † 2015)

## Registe(2)
- Rose Glass, regista e sceneggiatrice britannica (Londra, n. 1990)
- Rose Troche, regista e sceneggiatrice statunitense (Chicago, n. 1964)

## Religiose(1)
- Rose Hawthorne Lathrop, religiosa statunitense (Lenox, n. 1851 - Hawthorne, † 1926)

## Scrittrici(3)
- Rose Tremain, scrittrice britannica (Londra, n. 1943)
- Rose Wilder Lane, scrittrice, politologa e saggista statunitense (De Smet, n. 1886 - Danbury, † 1968)
- Rose Emmet Young, scrittrice, saggista e attivista statunitense (Lexington, n. 1869 - † 1941)

## Soprani(4)
- Rose Bampton, soprano e insegnante statunitense (Lakewood, n. 1907 - Bryn Mawr, † 2007)
- Caroline Branchu, soprano francese (Parigi, n. 1778 - Passy, † 1850)
- Rose Caron, soprano francese (Monnerville, n. 1857 - Parigi, † 1930)
- Rose Pauly, soprano ungherese (Eperjeske, n. 1894 - Kfar Shmaryahu, † 1975)

## Senza attività specificata(2)
- Rosemary Kennedy, statunitense (Brookline, n. 1918 - Fort Atkinson, † 2005)
- Rose Meth, superstite dell'Olocausto polacca (Zator, n. 1925 - New York, † 2013)